# Misaeng (serie de televisión)
Misaeng (en hangul, 미생; en hanja, 未生; romanización revisada, Misaeng), titulada en español como Vida incompleta, es una serie de televisión surcoreana emitida durante 2014 basada en el webtoon del mismo nombre publicado por Yoon Tae Ho. La serie narra la vida de un joven que asocia los hechos que le van pasando en su nuevo trabajo de oficina con los movimientos de baduk, en medio de una evolución personal de forma constante a base de persistencia y trabajo duro.
Es protagonizada por Lim Si Wan (miembro de la banda ZE:A), Lee Sung Min, Kang So Ra y Kang Ha Neul. Fue emitida por TVN desde el 17 de octubre hasta el 20 de diciembre de 2014 con altas cifras de audiencia, finalizando con un promedio de 8,4 % de share, el segundo más alto alcanzado por un programa de televisión por cable de Corea del Sur, en aquel entonces.

## Argumento

Antiguo edificio de Daewoo, utilizado como sede de «One International» en la serie.

Geu Rae es un joven que dedicó su niñez y juventud al estudio de técnicas del juego baduk, hasta que crece y fracasa en convertirse en jugador profesional, al no disponer de tiempo libre por trabajos de medio tiempo, a raíz de esto Geu Rae debe dejar de lado el juego y entrar en el mundo real, a través de la recomendación de un conocido, luego de la aplicación de un examen, es contratado como pasante en «One International», una empresa comercial a la cual se pelean los puestos de trabajo.
Una vez allí no es bien recibido por sus compañeros de trabajo, en un inicio marginándolo al no poseer estudios universitarios ni haber hecho el mismo esfuerzo en entrar a la empresa como los demás. Debido también a esa falta de formación académica, tiene un contrato temporal por dos años, mientras que los otros tres novatos que fueron contratados con él (Young-yi, Baek-gi y Seok-ryul) lo tienen indefinido. Geu Rae también conoce a su jefe Oh Sang Shik, que es un adicto al trabajo y tiene una personalidad cálida, pero posee una adicción al alcohol y al trabajo que cada vez más hace sufrir a su esposa e hijos. Ahn Young Yi es otra persona con la que se relaciona, que atrae la ira de sus colegas debido a sus impresionantes credenciales educativas y por ser extremadamente competente en cualquier tarea.
Durante su estadía Geu Rae aprende a sobrevivir, adaptarse y vivir situaciones inesperadas en su trabajo asociando diferentes hechos al juego de mesa baduk y la importancia de sus movimientos.

## Reparto

### Personajes principales
- Im Si-wan como Jang Geu Rae.
- Lee Sung-min como Oh Sang Shik.
  - Bae Yoo-ram como Oh Sang-sik de joven.[7]
- Kang So-ra como Ahn Young Yi.
- Kim Dae-myung como Kim Dong Shik.
- Kang Ha-neul como Jang Baek Gi.
- Byun Yo-han como Han Seok Ryul.

### Personajes secundarios
- Shin Eun Jung como Sun Ji Young.
- Park Hae-joon como Chun Kwan-woong.
- Yoon Jong-hoon como Lee Sang Hyun.
- Yeo Eui-joo como Jang Ki Seok.
- Kim Jong-soo como Kim Boo Ryun.[8][9]
- Ryu Tae-ho como Go Dong Ho.
- Kim Hee-won como Park Jong Shik.
- Kim Won-hae como Park Young Ho.
- Kim Kyung-ryong como Lee Shin Tae.
- Park Jin-soo como Asistente Hwang.
- Nam Kyung-eup como CEO (One International).
- Lee Geung-young como Choi Young Hoo.
- Son Jong-hak como Ma Bok Ryul.
- Jung Hee-tae como Jung Hee Seok.[10]
- Jang Hyuk-jin como Moon Sang Pil.
- Choi Gwi-hwa como Park Yong Gu.[11][12]
- Shin Jae-hoon como Yoo Hyung Ki.
- Jeon Seok-ho como Ha Sung Joon.
- Moo Jin-sung como Jang Gi-seok.
- Oh Min-suk como Kang Hae Joon.
- Tae In-ho como Sung Joon Shik.
- Park Jin-seo como Shin Da In.
- Hwang Seok-jung como Kim Sun Joo.
- Jo Hyun-shik como Kim Seok Ho.
- Kim Jung-hak como Lee Seok Joong.
- Tae In-ho como Song Jeon-shik, subgerente del equipo Fiber.
- Kwak In-joon.
- Han Kap-soo.
- Choi Jae-woong.
- Sung Byung-sook como Madre de Geu Rae.
- Nam Myung-ryul como Profesor de Baduk.
- Lee Si-won como Ha Jung Yeon.
- Oh Yoon-hong como Esposa de Oh Sang Shik.
- Lee Seung-joon como Shin Woo Hyun.[13]
- Seo Yoon-ah como Lee Eun Ji.
- Cha Soon-bae como el Director Choi.

### Apariciones especiales
- Cho Hun-hyun (cameo).
- Yoo Chang-hyuk (cameo).
- Oh Jung-se (cameo).
- Yoo Jae-myung como un empleado de la fábrica (ep. #16) - cameo
- Jung Hae-kyun como un empleado de la fábrica (ep. #16) - cameo
- Lee Jun-hyeok como un pasante internacional (ep. #1)

## Banda sonora
| Track listing |                                                        |               |          |  |
| N.º           | Título                                                 | Artista       | Duración |  |
| 1.            | «로망» (Roman)                                         | Rose Motel    | 4:05     |  |
| 2.            | «내일» (Naeil)                                         | Han Hee Jung  | 3:34     |  |
| 3.            | «날아» (Nala)                                          | Lee Seung Yul | 4:46     |  |
| 4.            | «가리워진 길» (The Covered Up Road)                    | Bolbbalgan4   | 4:22     |  |
| 5.            | «그래도..그래서..» (Geuraedo.. Geuraeseo..)            | Lim Si Wan    | 3:26     |  |
| 6.            | «응원» (Cheering)                                      | Kwak Jin Eon  | 4:04     |  |
| 7.            | «가리워진 길 — Versión de banda» (The Covered Up Road) | Bolbbalgan4   | 4:22     |  |
| 8.            | «Title of Misaeng»                                     | Kim Jun Seok  | 0:45     |  |
| 9.            | «The Office Junior»                                    | Park Sung Il  | 1:44     |  |
| 10.           | «하루» (Haru)                                          | Park Sung Il  | 2:30     |  |
| 11.           | «외로운 시간을 견디며» (Oiroun Siganeul Gyeondimyeo)   | Jung Se Rin   | 3:39     |  |
| 12.           | «급할수록 서둘러라» (Geuphalsoorok Seodolleola)        | Lee Yoon Ji   | 2:01     |  |
| 13.           | «신입사원» (Sinipsawon)                                | Jung Hee Jung | 1:53     |  |
| 14.           | «Jordan Fantasy»                                       | Kim Jun Seok  | 4:11     |  |
| 15.           | «승부수» (Seungbosu)                                   | Jeon Se Jin   | 1:57     |  |
| 16.           | «Okay? Okay!»                                          | Shin Eun Rae  | 1:51     |  |
| 17.           | «출근길» (Chulgeungil)                                 | Jeon Se Jin   | 2:12     |  |
| 18.           | «착수» (Chaksu)                                        | Jeon Se Jin   | 2:28     |  |
| 19.           | «피해갈 수 없는 눈» (Pihaegal Soo Eobsneun Nun)        | Goo Bon Choon | 2:04     |  |
| 20.           | «눈물» (Nunmul)                                        | Jung Hee Jung | 2:03     |  |
| 21.           | «썩은 미소» (Sseokeun Miso)                            | Kwon Won Jin  | 1:40     |  |
| 22.           | «눈치 작전» (Nunchi Jakjeon)                           | Goo Bon Choon | 1:38     |  |
| 23.           | «오늘 한잔?» (Oneul Hanjan?)                           | Goo Bon Choon | 2:09     |  |
| 24.           | «위로» (Uiro)                                          | Jung Se Rin   | 2:48     |  |

## Recepción

### Audiencia
En Azul la audiencia más baja y en rojo la más alta, correspondientes a la empresa medidora  AGB Nielsen.
| Ep. # | Fecha de estreno        | AGB Nielsen | AGB Nielsen |
| Ep. # | Fecha de estreno        | Promedio    | Máxima      |
| ----- | ----------------------- | ----------- | ----------- |
| 1     | 17 de octubre de 2014   | 1.6 %       | 2.8 %       |
| 2     | 18 de octubre de 2014   | 2.35 %      | 3.1 %       |
| 3     | 24 de octubre de 2014   | 3.11 %      | 4.6 %       |
| 4     | 25 de octubre de 2014   | 3.49 %      | 4.9 %       |
| 5     | 31 de octubre de 2014   | 4.55 %      | 6.0 %       |
| 6     | 1 de noviembre de 2014  | 3.7 %       | 5.4 %       |
| 7     | 7 de noviembre de 2014  | 5.2 %       | 6.4 %       |
| 8     | 8 de noviembre de 2014  | 5.0 %       | 6.6 %       |
| 9     | 14 de noviembre de 2014 | 5.2 %       | 6.7 %       |
| 10    | 15 de noviembre de 2014 | 5.9 %       | 7.0 %       |
| 11    | 21 de noviembre de 2014 | 6.1 %       | 7.1 %       |
| 12    | 22 de noviembre de 2014 | 6.3 %       | 7.8 %       |
| 13    | 28 de noviembre de 2014 | 5.8 %       | 7.9 %       |
| 14    | 29 de noviembre de 2014 | 5.81 %      | 7.9 %       |
| 15    | 5 de diciembre de 2014  | 7.2 %       | 9.4 %       |
| 16    | 6 de diciembre de 2014  | 7.4 %       | 8.6 %       |
| 17    | 12 de diciembre de 2014 | 7.6 %       | 9.7 %       |
| 18    | 13 de diciembre de 2014 | 8.0 %       | 9.5 %       |
| 19    | 19 de diciembre de 2014 | 7.6 %       | 9.3 %       |
| 20    | 20 de diciembre de 2014 | 8.4 %       | 10.3 %      |

### Premios y nominaciones
| Año  | Premio                                | Categoría                                       | Candidato                | Resultado | Ref.   |
| ---- | ------------------------------------- | ----------------------------------------------- | ------------------------ | --------- | ------ |
| 2015 | 9th Cable TV Broadcasting Awards      | Gran Premio (Daesang)                           | Misaeng: Incomplete Life | Ganadora  | [ 15 ] |
| 2015 | 9th Cable TV Broadcasting Awards      | Star Award - Mejor Actor                        | Im Si-wan                | Ganador   | [ 15 ] |
| 2015 | 9th Cable TV Broadcasting Awards      | Star Award - Mejor Actor                        | Kang Ha-neul             | Ganador   | [ 15 ] |
| 2015 | 51st Baeksang Arts Awards             | Mejor Drama                                     | Misaeng: Incomplete Life | Nominada  | [ 16 ] |
| 2015 | 51st Baeksang Arts Awards             | Mejor Director de TV                            | Kim Won-seok             | Ganador   | [ 16 ] |
| 2015 | 51st Baeksang Arts Awards             | Mejor Actor de TV                               | Lee Sung-min             | Ganador   | [ 16 ] |
| 2015 | 51st Baeksang Arts Awards             | Mejor actor revelación de TV                    | Im Si-wan                | Ganador   | [ 16 ] |
| 2015 | 51st Baeksang Arts Awards             | Mejor actor revelación de TV                    | Kim Dae-myung            | Nominado  | [ 16 ] |
| 2015 | 10th Seoul International Drama Awards | Mejor miniserie                                 | Misaeng: Incomplete Life | Ganadora  |        |
| 2015 | 10th Seoul International Drama Awards | Mejor director                                  | Kim Won-seok             | Nominado  |        |
| 2015 | 8th Korea Drama Awards                | Mejor serie                                     | Misaeng: Incomplete Life | Ganadora  |        |
| 2015 | 8th Korea Drama Awards                | Mejor director de producción                    | Kim Won-seok             | Nominado  |        |
| 2015 | 8th Korea Drama Awards                | Mejor guion                                     | Jung Yoon-jung           | Nominado  |        |
| 2015 | 8th Korea Drama Awards                | Premio a la gran excelencia, actor              | Im Si-wan                | Nominado  |        |
| 2015 | 8th Korea Drama Awards                | Premio a la excelencia, actor                   | Kim Dae-myung            | Ganador   |        |
| 2015 | 8th Korea Drama Awards                | Premio especial del jurado                      | Im Si-wan                | Ganador   | [ 17 ] |
| 2015 | 4th APAN Star Awards                  | Premio a la gran excelencia, actor en miniserie | Lee Sung-min             | Ganador   |        |
| 2015 | 4th APAN Star Awards                  | Premio a la excelencia, actor en miniserie      | Im Si-wan                | Ganador   |        |
| 2015 | 4th APAN Star Awards                  | Premio a la excelencia, actriz en miniserie     | Kang So-ra               | Nominada  |        |
| 2015 | 4th APAN Star Awards                  | Mejor actor de reparto                          | Kim Dae-myung            | Nominado  |        |
| 2015 | 4th APAN Star Awards                  | Mejor actor de reparto                          | Lee Geung-young          | Ganador   |        |
| 2015 | 4th APAN Star Awards                  | Mejor actor revelación                          | Byun Yo-han              | Ganador   |        |
| 2015 | 4th APAN Star Awards                  | Mejor actor revelación                          | Kang Ha-neul             | Nominado  |        |
| 2016 | tvN10 Awards                          | Mejor actor                                     | Lee Sung-min             | Ganador   |        |
| 2016 | tvN10 Awards                          | Best Content Award, Drama                       | Misaeng: Incomplete Life | Ganadora  |        |
| 2016 | tvN10 Awards                          | Made in tvN, Actor in Drama                     | Im Si-wan                | Nominado  |        |
| 2016 | tvN10 Awards                          | Made in tvN, Actress in Drama                   | Kang So-ra               | Nominada  |        |
| 2016 | tvN10 Awards                          | Scene-Stealer Award, Actor                      | Byun Yo-han              | Nominado  |        |
| 2016 | tvN10 Awards                          | Scene-Stealer Award, Actor                      | Kang Ha-neul             | Nominado  |        |

## Emisión internacional
- Hong Kong: TVB Korean Drama (2015), TVB Window (2015) y J2 (2016).
- Japón: Mnet Japan (2014) y BS Japan (2016).
- Malasia: 8TV (2016-2017).
- Singapur: VV Drama (2016).
- Tailandia: PPTV HD (2015).
- Taiwán: GTV (2015).
- Perú: Willax (2020 - 2021 ; 2023).